# Municipios de Cuba
Cuba está dividida en 168 municipios. En agosto de 2010 la Asamblea Nacional de Cuba aprobó cambios en la organización territorial del país que consistieron en:
- La segmentación de la antigua provincia de La Habana, con la creación de las nuevas provincias de Artemisa y Mayabeque, con 11 municipios cada una. A la primera de ellas, Pinar del Río, le traspasó sus tres municipios más orientales: San Cristóbal, Candelaria y Bahía Honda.

- La eliminación del municipio de Varadero, en la provincia de Matanzas que pasa a formar parte del municipio Cárdenas.

- La ampliación del municipio de Manuel Tames en la provincia de Guantánamo, con la adquisición de las áreas montañosas del municipio de Guantánamo y algunas áreas de Yateras y el traspaso de su cabecera hacia el poblado de Jamaica.

De esa forma Cuba quedó dividida en 15 provincias y 168 municipios. Las nuevas provincias de Artemisa y Mayabeque comenzaron a funcionar a partir del 1 de enero de 2011.

## Órganos locales del Poder del Estado
Según lo estipulado en la nueva Constitución del 2019, los 168 municipios de Cuba, incluido el municipio especial Isla de la Juventud, tienen autonomía municipal, lo cual estará garantizado en la facultad de elegir las máximas autoridades mediante el voto popular, manejar los recursos locales siempre sin menoscabar los intereses de otras regiones, además, la facultad de consultar al pueblo sobre temas de interés local. 
La Asamblea Municipal del Poder Popular es el órgano superior del poder del Estado en su demarcación y, en consecuencia, está investida de la más alta autoridad en su territorio. Está integrada por los delegados elegidos en cada circunscripción por el voto igual, directo y secreto de sus electores, cada cinco años. La propia asamblea elige entre sus delegados a su Presidente y Vicepresidente; y designa al Secretario y al Intendente Municipal. El  Presidente de la Asamblea Municipal del Poder Popular representa al Estado en su demarcación territorial y el Intendente Municipal dirige la administración y preside el Consejo de Administración Municipal, el cual desempeña las funciones ejecutivo-administrativa de esos territorios.

## Municipios por provincia

### Pinar del Río
La provincia de Pinar del Río está subdividida en 11 municipios.
| Municipio           | Población (2017) | Área (km²) | Ubicación                                   | Comentarios                |
| ------------------- | ---------------- | ---------- | ------------------------------------------- | -------------------------- |
| Consolación del Sur | 88.564           | 1112       | 22°30′0″N 83°30′55″O / 22.50000, -83.51528  |                            |
| Guane               | 35.990           | 717        | 22°12′2″N 84°05′1″O / 22.20056, -84.08361   |                            |
| La Palma            | 34.289           | 621        | 22°45′22″N 83°33′12″O / 22.75611, -83.55333 |                            |
| Los Palacios        | 38.731           | 786        | 22°34′57″N 83°14′56″O / 22.58250, -83.24889 |                            |
| Mantua              | 23.974           | 915        | 22°17′27″N 84°17′14″O / 22.29083, -84.28722 |                            |
| Minas de Matahambre | 32.008           | 858        | 22°34′57″N 83°56′57″O / 22.58250, -83.94917 |                            |
| Pinar del Río       | 191.837          | 708        | 22°25′33″N 83°41′18″O / 22.42583, -83.68833 | Capital provincial         |
| San Juan y Martínez | 43.572           | 409        | 22°16′0″N 83°50′2″O / 22.26667, -83.83389   |                            |
| San Luis            | 32.229           | 765        | 22°16′59″N 83°46′4″O / 22.28306, -83.76778  |                            |
| Sandino             | 36.569           | 1718       | 22°04′52″N 84°13′18″O / 22.08111, -84.22167 |                            |
| Viñales             | 28.720           | 704        | 22°36′55″N 83°42′57″O / 22.61528, -83.71583 | Patrimonio de la Humanidad |

### Artemisa
La provincia de Artemisa está subdividida en 11 municipios.
| Municipio                | Población (2017) | Área (km²) | Ubicación                                   | Comentarios        |
| ------------------------ | ---------------- | ---------- | ------------------------------------------- | ------------------ |
| Alquízar                 | 32.540           | 193        | 22°48′24″N 82°34′58″O / 22.80667, -82.58278 |                    |
| Artemisa                 | 85.289           | 690        | 22°48′49″N 82°45′48″O / 22.81361, -82.76333 | Capital provincial |
| Bahía Honda              | 43.351           | 784        | 22°54′23″N 83°09′49″O / 22.90639, -83.16361 |                    |
| Bauta                    | 50.189           | 157        | 22°59′31″N 82°32′57″O / 22.99194, -82.54917 |                    |
| Caimito                  | 41.570           | 238        | 22°57′28″N 82°35′47″O / 22.95778, -82.59639 |                    |
| Candelaria               | 20.973           | 299        | 22°44′40″N 82°57′57″O / 22.74444, -82.96583 |                    |
| Guanajay                 | 28.242           | 113        | 22°55′50″N 82°41′16″O / 22.93056, -82.68778 |                    |
| Güira de Melena          | 39.794           | 178        | 22°48′8″N 82°30′17″O / 22.80222, -82.50472  |                    |
| Mariel                   | 45.016           | 269        | 22°59′38″N 82°45′14″O / 22.99389, -82.75389 |                    |
| San Antonio de los Baños | 50.107           | 127        | 22°53′20″N 82°29′55″O / 22.88889, -82.49861 |                    |
| San Cristóbal            | 71.420           | 936        | 22°43′1″N 83°03′4″O / 22.71694, -83.05111   |                    |

### La Habana
La provincia de La Habana, comprende el territorio de la ciudad de La Habana, capital de la república, y zonas suburbanas aledañas. Está subdividida en 15 municipios.
| Municipio              | Población (2017) | Área (km²) | Ubicación                                   | Comentarios                |
| ---------------------- | ---------------- | ---------- | ------------------------------------------- | -------------------------- |
| Arroyo Naranjo         | 204.434          | 83         | 23°02′37″N 82°19′58″O / 23.04361, -82.33278 |                            |
| Boyeros                | 196.834          | 134        | 23°00′26″N 82°24′6″O / 23.00722, -82.40167  |                            |
| Centro Habana          | 136.452          | 4          | 23°08′0″N 82°23′0″O / 23.13333, -82.38333   |                            |
| Cerro                  | 124.536          | 10         | 23°06′49″N 82°21′48″O / 23.11361, -82.36333 |                            |
| Cotorro                | 81.071           | 66         | 23°01′34″N 82°14′51″O / 23.02611, -82.24750 |                            |
| Diez de Octubre        | 202.012          | 12         | 23°05′17″N 82°21′35″O / 23.08806, -82.35972 |                            |
| Guanabacoa             | 123.127          | 127        | 23°03′40″N 82°17′23″O / 23.06111, -82.28972 |                            |
| La Habana del Este     | 175.459          | 145        | 23°09′25″N 82°17′49″O / 23.15694, -82.29694 |                            |
| La Habana Vieja        | 82.889           | 5          | 23°08′20″N 82°21′20″O / 23.13889, -82.35556 | Patrimonio de la Humanidad |
| La Lisa                | 142.124          | 38         | 23°01′29″N 82°27′47″O / 23.02472, -82.46306 |                            |
| Marianao               | 135.708          | 21         | 23°05′3″N 82°25′47″O / 23.08417, -82.42972  |                            |
| Playa                  | 179.866          | 36         | 23°05′39″N 82°26′56″O / 23.09417, -82.44889 |                            |
| Plaza de la Revolución | 144.190          | 12         | 23°07′28″N 82°23′10″O / 23.12444, -82.38611 |                            |
| Regla                  | 43.688           | 9          | 23°07′32″N 82°18′55″O / 23.12556, -82.31528 |                            |
| San Miguel del Padrón  | 157.163          | 26         | 23°05′47″N 82°19′36″O / 23.09639, -82.32667 |                            |

### Mayabeque
La provincia de Mayabeque está subdividida en 11 municipios.
| Municipio             | Población (2017) | Área (km²) | Ubicación                                   | Comentarios        |
| --------------------- | ---------------- | ---------- | ------------------------------------------- | ------------------ |
| Batabanó              | 27.231           | 187        | 22°43′29″N 82°17′23″O / 22.72472, -82.28972 |                    |
| Bejucal               | 27.748           | 120        | 22°55′58″N 82°23′13″O / 22.93278, -82.38694 |                    |
| Güines                | 66.446           | 445        | 22°50′52″N 82°01′25″O / 22.84778, -82.02361 |                    |
| Jaruco                | 24.602           | 276        | 23°02′34″N 82°00′33″O / 23.04278, -82.00917 |                    |
| Madruga               | 27.476           | 464        | 22°54′59″N 81°51′25″O / 22.91639, -81.85694 |                    |
| Melena del Sur        | 20.481           | 227        | 22°46′54″N 82°08′54″O / 22.78167, -82.14833 |                    |
| Nueva Paz             | 24.308           | 515        | 22°45′48″N 81°45′29″O / 22.76333, -81.75806 |                    |
| Quivicán              | 29.999           | 283        | 22°49′29″N 82°21′21″O / 22.82472, -82.35583 |                    |
| San José de las Lajas | 78.227           | 591        | 22°58′5″N 82°09′21″O / 22.96806, -82.15583  | Capital provincial |
| San Nicolás           | 20.799           | 242        | 22°46′55″N 81°54′24″O / 22.78194, -81.90667 |                    |
| Santa Cruz del Norte  | 35.142           | 376        | 23°09′21″N 81°55′35″O / 23.15583, -81.92639 |                    |

### Matanzas
La provincia de Matanzas está subdividida en 13 municipios (después de eliminado el municipio de Varadero).
| Municipio         | Población (2017) | Área (km²) | Ubicación                                   | Comentarios                  |
| ----------------- | ---------------- | ---------- | ------------------------------------------- | ---------------------------- |
| Calimete          | 28.100           | 958        | 22°32′2″N 80°54′35″O / 22.53389, -80.90972  |                              |
| Cárdenas          | 154.204          | 598        | 23°02′34″N 81°12′13″O / 23.04278, -81.20361 | Incluye Varadero desde 2010. |
| Ciénaga de Zapata | 9.968            | 4320       | 22°17′17″N 81°11′51″O / 22.28806, -81.19750 | Cabecera en Playa Larga.     |
| Colón             | 69.881           | 597        | 22°43′21″N 80°54′23″O / 22.72250, -80.90639 |                              |
| Jagüey Grande     | 60.391           | 882        | 22°31′46″N 81°07′57″O / 22.52944, -81.13250 |                              |
| Jovellanos        | 58.123           | 505        | 22°48′38″N 81°11′52″O / 22.81056, -81.19778 |                              |
| Limonar           | 26.756           | 449        | 22°57′22″N 81°24′31″O / 22.95611, -81.40861 |                              |
| Los Arabos        | 24.119           | 762        | 22°44′24″N 80°42′57″O / 22.74000, -80.71583 |                              |
| Martí             | 22.236           | 1070       | 22°57′9″N 80°55′0″O / 22.95250, -80.91667   |                              |
| Matanzas          | 160.629          | 317        | 23°03′5″N 81°34′30″O / 23.05139, -81.57500  | Capital provincial.          |
| Pedro Betancourt  | 30.824           | 388        | 22°43′50″N 81°17′27″O / 22.73056, -81.29083 |                              |
| Perico            | 30.774           | 278        | 22°46′31″N 81°00′54″O / 22.77528, -81.01500 |                              |
| Unión de Reyes    | 36.413           | 856        | 22°48′2″N 81°32′13″O / 22.80056, -81.53694  |                              |

### Cienfuegos
La provincia de Cienfuegos está subdividida en 8 municipios.
| Municipio           | Población (2017) | Área (km²) | Ubicación                                   | Comentarios                                    |
| ------------------- | ---------------- | ---------- | ------------------------------------------- | ---------------------------------------------- |
| Abreus              | 30.894           | 564        | 22°16′50″N 80°34′4″O / 22.28056, -80.56778  |                                                |
| Aguada de Pasajeros | 32.098           | 680        | 22°23′5″N 80°50′46″O / 22.38472, -80.84611  |                                                |
| Cienfuegos          | 177.113          | 333        | 22°08′45″N 80°26′11″O / 22.14583, -80.43639 | Capital provincial, Patrimonio de la Humanidad |
| Cruces              | 30.083           | 198        | 22°20′32″N 80°16′34″O / 22.34222, -80.27611 |                                                |
| Cumanayagua         | 48.674           | 1099       | 22°09′9″N 80°12′4″O / 22.15250, -80.20111   |                                                |
| Lajas               | 21.826           | 430        | 22°24′59″N 80°17′26″O / 22.41639, -80.29056 |                                                |
| Palmira             | 32.708           | 318        | 22°14′40″N 80°23′39″O / 22.24444, -80.39417 |                                                |
| Rodas               | 33.848           | 552        | 22°20′34″N 80°33′19″O / 22.34278, -80.55528 |                                                |

### Villa Clara
La provincia de Villa Clara está subdividida en 13 municipios.
| Municipio                | Población (2017) | Área (km²) | Ubicación                                   | Comentarios               |
| ------------------------ | ---------------- | ---------- | ------------------------------------------- | ------------------------- |
| Caibarién                | 40.284           | 212        | 22°30′57″N 79°28′20″O / 22.51583, -79.47222 | Incluye Cayo Santa María. |
| Camajuaní                | 59.475           | 614        | 22°28′5″N 79°43′25″O / 22.46806, -79.72361  |                           |
| Cifuentes                | 27.323           | 512        | 22°37′15″N 80°03′57″O / 22.62083, -80.06583 |                           |
| Corralillo               | 25.834           | 843        | 22°59′9″N 80°34′58″O / 22.98583, -80.58278  |                           |
| Encrucijada              | 32.821           | 345        | 22°37′2″N 79°51′58″O / 22.61722, -79.86611  |                           |
| Manicaragua              | 63.510           | 1063       | 22°09′1″N 79°58′34″O / 22.15028, -79.97611  |                           |
| Placetas                 | 67.657           | 601        | 22°18′58″N 79°39′19″O / 22.31611, -79.65528 |                           |
| Quemado de Güines        | 21.359           | 338        | 22°47′24″N 80°15′21″O / 22.79000, -80.25583 |                           |
| Ranchuelo                | 53.329           | 556        | 22°20′10″N 80°06′46″O / 22.33611, -80.11278 |                           |
| San Juan de los Remedios | 44.453           | 560        | 22°29′32″N 79°32′44″O / 22.49222, -79.54556 |                           |
| Sagua la Grande          | 51.687           | 661        | 22°48′32″N 80°04′15″O / 22.80889, -80.07083 |                           |
| Santa Clara              | 246.067          | 514        | 22°24′20″N 79°57′14″O / 22.40556, -79.95389 | Capital provincial        |
| Santo Domingo            | 49.445           | 883        | 22°35′1″N 80°14′18″O / 22.58361, -80.23833  |                           |

### Sancti Spíritus
La provincia de Sancti Spíritus está subdividida en 8 municipios.
| Municipio       | Población (2017) | Área (km²) | Ubicación                                   | Comentarios                |
| --------------- | ---------------- | ---------- | ------------------------------------------- | -------------------------- |
| Cabaiguán       | 65.349           | 597        | 22°05′2″N 79°29′43″O / 22.08389, -79.49528  |                            |
| Fomento         | 32.409           | 471        | 22°06′19″N 79°43′12″O / 22.10528, -79.72000 |                            |
| Jatibonico      | 43.039           | 276        | 21°56′47″N 79°10′3″O / 21.94639, -79.16750  |                            |
| La Sierpe       | 16.662           | 1035       | 21°45′39″N 79°14′36″O / 21.76083, -79.24333 |                            |
| Sancti Spíritus | 142.447          | 1151       | 21°56′3″N 79°26′37″O / 21.93417, -79.44361  | Capital provincial         |
| Taguasco        | 33.997           | 518        | 22°00′19″N 79°15′54″O / 22.00528, -79.26500 |                            |
| Trinidad        | 76.772           | 1155       | 21°48′16″N 79°58′58″O / 21.80444, -79.98278 | Patrimonio de la Humanidad |
| Yaguajay        | 55.256           | 1032       | 22°19′50″N 79°14′13″O / 22.33056, -79.23694 |                            |

### Ciego de Ávila
La provincia de Ciego de Ávila está subdividida en 10 municipios.
| Municipio        | Población (2017) | Área (km²) | Ubicación                                   | Comentarios         |
| ---------------- | ---------------- | ---------- | ------------------------------------------- | ------------------- |
| Baraguá          | 32.747           | 728        | 21°40′56″N 78°37′28″O / 21.68222, -78.62444 | Cabecera en Gaspar. |
| Bolivia          | 15.597           | 918        | 22°04′30″N 78°21′1″O / 22.07500, -78.35028  |                     |
| Chambas          | 37.614           | 769        | 22°11′48″N 78°54′47″O / 22.19667, -78.91306 |                     |
| Ciego de Ávila   | 154.681          | 445        | 21°50′53″N 78°45′46″O / 21.84806, -78.76278 | Capital provincial. |
| Ciro Redondo     | 30.567           | 588        | 22°01′8″N 78°42′10″O / 22.01889, -78.70278  |                     |
| Florencia        | 19.022           | 286        | 22°08′51″N 78°58′1″O / 22.14750, -78.96694  |                     |
| Majagua          | 25.559           | 544        | 21°55′28″N 78°59′26″O / 21.92444, -78.99056 |                     |
| Morón            | 69.707           | 615        | 22°06′39″N 78°37′40″O / 22.11083, -78.62778 | Incluye Cayo Coco.  |
| Primero de Enero | 23.191           | 713        | 21°56′43″N 78°25′8″O / 21.94528, -78.41889  |                     |
| Venezuela        | 26.485           | 716        | 21°45′4″N 78°46′44″O / 21.75111, -78.77889  |                     |

### Camagüey
La provincia de Camagüey está subdividida en 13 municipios.
| Municipio             | Población (2017) | Área (km²) | Ubicación                                   | Comentarios                                     |
| --------------------- | ---------------- | ---------- | ------------------------------------------- | ----------------------------------------------- |
| Camagüey              | 330.253          | 1106       | 21°23′2″N 77°54′26″O / 21.38389, -77.90722  | Capital provincial, Patrimonio de la Humanidad. |
| Carlos M. de Céspedes | 23.722           | 653        | 21°34′37″N 78°16′39″O / 21.57694, -78.27750 |                                                 |
| Esmeralda             | 29.967           | 1480       | 21°51′22″N 78°06′40″O / 21.85611, -78.11111 |                                                 |
| Florida               | 71.203           | 1800       | 21°31′46″N 78°13′21″O / 21.52944, -78.22250 |                                                 |
| Guáimaro              | 37.551           | 1847       | 21°03′32″N 77°20′52″O / 21.05889, -77.34778 |                                                 |
| Jimaguayú             | 20.370           | 799        | 21°16′0″N 77°49′49″O / 21.26667, -77.83028  |                                                 |
| Minas                 | 37.078           | 1015       | 21°29′22″N 77°36′17″O / 21.48944, -77.60472 |                                                 |
| Najasa                | 15.260           | 921        | 21°05′2″N 77°44′49″O / 21.08389, -77.74694  |                                                 |
| Nuevitas              | 61.473           | 415        | 21°32′25″N 77°15′52″O / 21.54028, -77.26444 |                                                 |
| Santa Cruz del Sur    | 43.229           | 1122       | 20°43′10″N 77°59′27″O / 20.71944, -77.99083 |                                                 |
| Sibanicú              | 30.470           | 736        | 21°14′21″N 77°31′15″O / 21.23917, -77.52083 |                                                 |
| Sierra de Cubitas     | 18.320           | 549        | 21°43′59″N 77°46′14″O / 21.73306, -77.77056 | Cabecera en Sola.                               |
| Vertientes            | 50.967           | 2005       | 21°15′26″N 78°08′56″O / 21.25722, -78.14889 |                                                 |

### Las Tunas
La provincia de Las Tunas está subdividida en 8 municipios.
| Municipio      | Población (2017) | Área (km²) | Ubicación                                   | Comentarios         |
| -------------- | ---------------- | ---------- | ------------------------------------------- | ------------------- |
| Amancio        | 38.111           | 857        | 20°49′11″N 77°35′3″O / 20.81972, -77.58417  |                     |
| Colombia       | 32.186           | 563        | 20°59′27″N 77°24′57″O / 20.99083, -77.41583 |                     |
| Jesús Menéndez | 48.441           | 638        | 21°09′49″N 76°28′38″O / 21.16361, -76.47722 | Cabecera: Chaparra  |
| Jobabo         | 43.123           | 884        | 20°54′29″N 77°16′59″O / 20.90806, -77.28306 |                     |
| Las Tunas      | 210.412          | 891        | 20°57′36″N 76°57′16″O / 20.96000, -76.95444 | Capital provincial  |
| Majibacoa      | 41.431           | 621        | 20°55′2″N 76°52′34″O / 20.91722, -76.87611  | Cabecera en Calixto |
| Manatí         | 30.211           | 953        | 21°18′53″N 76°56′15″O / 21.31472, -76.93750 |                     |
| Puerto Padre   | 92.179           | 1178       | 21°11′43″N 76°36′5″O / 21.19528, -76.60139  |                     |

### Holguín
La provincia de Holguín está subdividida en 14 municipios.
| Municipio       | Población (2017) | Área (km²) | Ubicación                                   | Comentarios              |
| --------------- | ---------------- | ---------- | ------------------------------------------- | ------------------------ |
| Antilla         | 12.365           | 100        | 20°50′55″N 75°45′9″O / 20.84861, -75.75250  |                          |
| Báguanos        | 49.615           | 806        | 20°45′47″N 76°01′46″O / 20.76306, -76.02944 |                          |
| Banes           | 78.268           | 781        | 20°58′12″N 75°42′41″O / 20.97000, -75.71139 | Incluye Guardalavaca.    |
| Cacocum         | 40.447           | 661        | 20°44′38″N 76°19′27″O / 20.74389, -76.32417 |                          |
| Calixto García  | 54.969           | 617        | 20°51′15″N 76°36′7″O / 20.85417, -76.60194  | Cabecera en Buenaventura |
| Cueto           | 31.855           | 326        | 20°38′54″N 75°55′54″O / 20.64833, -75.93167 |                          |
| Frank País      | 23.490           | 510        | 20°39′53″N 75°16′53″O / 20.66472, -75.28139 | Cabecera en Cayo Mambí   |
| Gibara          | 71.430           | 630        | 21°06′26″N 76°08′12″O / 21.10722, -76.13667 |                          |
| Holguín         | 355.016          | 666        | 20°53′20″N 76°15′26″O / 20.88889, -76.25722 | Capital provincial       |
| Mayarí          | 98.200           | 1307       | 20°39′34″N 75°40′40″O / 20.65944, -75.67778 |                          |
| Moa             | 74.075           | 730        | 20°38′24″N 74°55′3″O / 20.64000, -74.91750  |                          |
| Rafael Freyre   | 53.627           | 620        | 21°01′42″N 75°59′47″O / 21.02833, -75.99639 |                          |
| Sagua de Tánamo | 46.967           | 704        | 20°35′10″N 75°14′30″O / 20.58611, -75.24167 |                          |
| Urbano Noris    | 39.700           | 846        | 20°36′5″N 76°07′57″O / 20.60139, -76.13250  | Cabecera: San Germán     |

### Granma
La provincia de Granma está subdividida en 13 municipios.
| Municipio      | Población (2017) | Área (km²) | Ubicación                                   | Comentarios        |
| -------------- | ---------------- | ---------- | ------------------------------------------- | ------------------ |
| Bartolomé Masó | 40.089           | 629        | 20°10′7″N 76°56′33″O / 20.16861, -76.94250  |                    |
| Bayamo         | 238.544          | 918        | 20°22′54″N 76°38′33″O / 20.38167, -76.64250 | Capital provincial |
| Buey Arriba    | 31.463           | 452        | 20°10′25″N 76°44′57″O / 20.17361, -76.74917 |                    |
| Campechuela    | 43.648           | 577        | 20°14′0″N 77°16′44″O / 20.23333, -77.27889  |                    |
| Cauto Cristo   | 20.556           | 550        | 20°33′44″N 76°28′10″O / 20.56222, -76.46944 |                    |
| Guisa          | 46.879           | 596        | 20°15′40″N 76°32′17″O / 20.26111, -76.53806 |                    |
| Jiguaní        | 60.163           | 646        | 20°22′24″N 76°25′20″O / 20.37333, -76.42222 |                    |
| Manzanillo     | 128.667          | 498        | 20°20′23″N 77°06′31″O / 20.33972, -77.10861 |                    |
| Media Luna     | 32.967           | 376        | 20°08′40″N 77°26′10″O / 20.14444, -77.43611 |                    |
| Niquero        | 42.485           | 582        | 20°02′50″N 77°34′41″O / 20.04722, -77.57806 |                    |
| Pilón          | 29.546           | 462        | 19°54′20″N 77°19′15″O / 19.90556, -77.32083 |                    |
| Río Cauto      | 46.804           | 1500       | 20°33′50″N 76°55′2″O / 20.56389, -76.91722  |                    |
| Yara           | 56.100           | 576        | 20°16′37″N 76°56′49″O / 20.27694, -76.94694 |                    |

### Santiago de Cuba
La provincia de Santiago de Cuba está subdividida en 9 municipios.
| Municipio        | Población (2017) | Área (km²) | Ubicación                                   | Comentarios                                                |
| ---------------- | ---------------- | ---------- | ------------------------------------------- | ---------------------------------------------------------- |
| Contramaestre    | 105.972          | 610.3      | 20°18′0″N 76°15′2″O / 20.30000, -76.25056   |                                                            |
| Guamá            | 34.221           | 964.6      | 19°57′13″N 76°44′58″O / 19.95361, -76.74944 | Cabecera en Chivirico                                      |
| Mella            | 34.959           | 335.2      | 20°22′10″N 75°54′39″O / 20.36944, -75.91083 |                                                            |
| Palma Soriano    | 123.419          | 845.8      | 20°12′51″N 75°59′30″O / 20.21417, -75.99167 |                                                            |
| San Luis         | 79.700           | 498        | 20°11′17″N 75°50′55″O / 20.18806, -75.84861 |                                                            |
| Santiago de Cuba | 509.873          | 1023.8     | 20°02′25″N 75°48′53″O / 20.04028, -75.81472 | Capital provincial, contiene un Patrimonio de la Humanidad |
| Segundo Frente   | 40.081           | 540        | 20°24′43″N 75°31′43″O / 20.41194, -75.52861 | Cabecera en Mayarí Arriba                                  |
| Songo-La Maya    | 92.474           | 721        | 20°10′24″N 75°38′46″O / 20.17333, -75.64611 | Cabecera en La Maya                                        |
| Tercer Frente    | 30.370           | 364        | 20°10′19″N 76°19′38″O / 20.17194, -76.32722 | Cabecera en Cruce de los Baños                             |

### Guantánamo
La provincia de Guantánamo está sudividida en 10 municipios.
| Municipio           | Población (2017) | Área (km²) | Ubicación                                   | Comentarios                            |
| ------------------- | ---------------- | ---------- | ------------------------------------------- | -------------------------------------- |
| Baracoa             | 80.371           | 977        | 20°21′2″N 74°30′37″O / 20.35056, -74.51028  |                                        |
| Caimanera           | 11.173           | 366        | 19°59′42″N 75°09′35″O / 19.99500, -75.15972 |                                        |
| El Salvador         | 42.648           | 637        | 20°12′35″N 75°13′22″O / 20.20972, -75.22278 |                                        |
| Guantánamo          | 227.535          | 268        | 20°08′13″N 75°12′50″O / 20.13694, -75.21389 | Capital provincial                     |
| Imías               | 21.111           | 524        | 20°04′37″N 74°39′6″O / 20.07694, -74.65167  |                                        |
| Maisí               | 28.752           | 525        | 20°14′36″N 74°09′21″O / 20.24333, -74.15583 | Cabecera en La Máquina                 |
| Manuel Tames        | 37.880           | 1025       | 20°10′50″N 75°03′5″O / 20.18056, -75.05139  | Cabecera transferida a Jamaica en 2010 |
| Niceto Pérez        | 16.553           | 640        | 20°07′40″N 75°20′31″O / 20.12778, -75.34194 | La Yaya                                |
| San Antonio del Sur | 25.880           | 585        | 20°03′25″N 74°48′28″O / 20.05694, -74.80778 |                                        |
| Yateras             | 19.190           | 636        | 20°21′1″N 74°55′27″O / 20.35028, -74.92417  | Cabecera en Palenque                   |

### Isla de la Juventud
Isla de la Juventud, con 84.013 habitantes (2017), es un municipio especial que no está bajo la administración de ninguna provincia.
La cabecera municipal es la ciudad de Nueva Gerona. Y tiene el mismo nivel administrativo a pesar de los cargos, los pueblos más conocidos son la Demajagua y Santa Fe.